# Escala d'Intel·ligència Stanford-Binet
L'Escala d'Intel·ligència Stanford-Binet és una prova d'intel·ligència administrada individualment i és una revisió, realitzada per Lewis M. Terman (psicòleg de la Universitat Stanford), de l'escala original de Binet-Simon. L'Escala d'Intel·ligència Stanford-Binet es troba en la seva cinquena edició i és una prova que mesura la capacitat cognitiva i la intel·ligència i s'utilitza per diagnosticar deficiències en el desenvolupament intel·lectual dels nens petits. La prova mesura cinc factors ponderats i consta de dos subproves verbals i no verbals. Els cinc factors que es posen a prova són el coneixement, raonament quantitatiu, processament visual-espacial, memòria de treball i raonament fluid.
El desenvolupament de l'Escala d'Intel·ligència de Stanford-Binet es va iniciar en el modern camp de les proves d'intel·ligència i va ser un dels primers exemples d'una prova d'adaptació. La prova va sorgir a França, i després va ser revisada als Estats Units. Va ser creada inicialment pel psicòleg francès Alfred Binet, que —després de la introducció d'una llei per part del govern francès, que obligava tenir una educació universal—- es va comprometre a desenvolupar un mètode d'identificació per a nens i així aconseguir la seva col·locació als programes d'educació especial (en lloc de tenir-los en asils com «malalts»). Com Binet va indicar, els estudis de casos potser eren més detallats i útils, però el temps necessari per posar a prova moltes a persones era excessiu. Al 1916, a la Universitat Stanford, el psicòleg Lewis Terman va publicar un examen que es va conèixer com la «prova de Stanford-Binet».

## Desenvolupament
L'Escala d'Intel·ligència Stanford-Binet és una versió modificada de l'Escala d'Intel·ligència Binet-Simon. L'escala de Binet-Simon va ser creada pel psicòleg francès Alfred Binet i el seu estudiant Theodore Simon (Fancher i Rutherford, 2012). A causa dels canvis en les lleis d'educació de l'època, Binet va ser sol·licitat per una comissió del govern per tal de resoldre el problema de com detectar nens amb intel·ligència molt per sota de la mitjana i retard mental (Fancher i Rutherford, 2012).
Per crear la seva prova, Binet i Simon van realitzar per primera vegada una línia base de la intel·ligència (Fancher i Rutherford, 2012). Una gran quantitat de nens es van posar a prova utilitzant una àmplia gamma de mesures en un esforç per descobrir un clar indicador de la intel·ligència (Fancher i Rutherford, 2012). Al no trobar cap identificador de la intel·ligència, els nens van ser comparats en cada categoria per edat (Fancher i Rutherford, 2012). Els més alts nivells de rendiment dels nens van ser ordenats per edat i nivells comuns d'assoliments considerant el nivell normal per a aquella edat (Fancher i Rutherford, 2012). A causa que aquest mètode d'assaig es limita a comparar la capacitat d'una persona amb el nivell de capacitat comuna dels de la seva edat, les pràctiques generals de la prova es poden transferir fàcilment per ser provades en diferents poblacions, encara que les mesures utilitzades són canviades (Fancher i Rutherford, 2012).

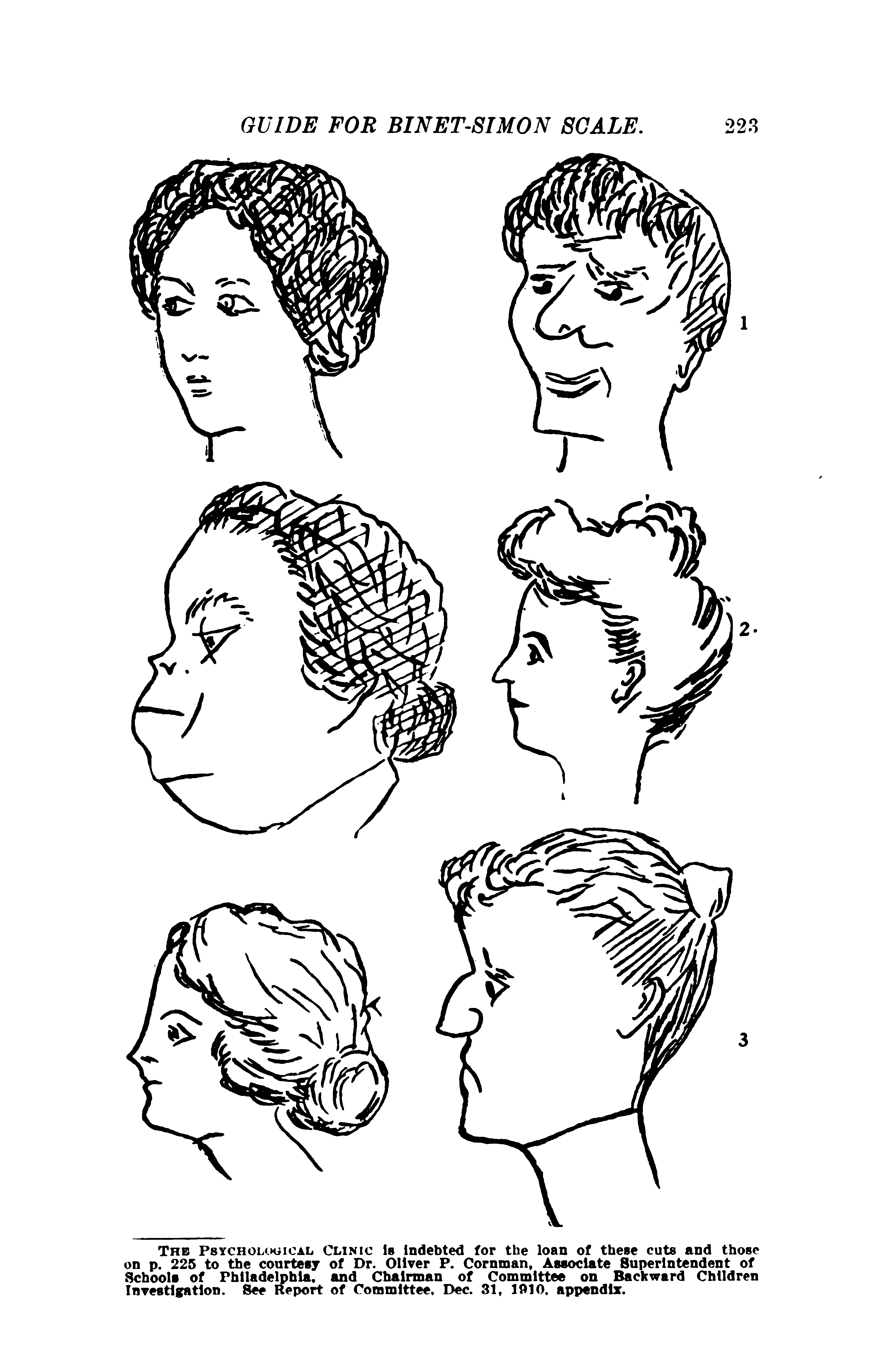
Reproducció d'un element de l'Escala d'Intel·ligència Binet-Simon de 1908, que mostra tres parells d'imatges, se li va demanar al nen que respongués "Quin d'aquestes dues cares és la més bonica?" Reproduït de l'article "Una guia pràctica per a l'administració d'Escala Binet-Simon per mesurar la intel·ligència" per JW Wallace Wallin edició de març de 1911 de la revista La Clínica Psicològica (volum 5 número 1), de domini públic.

Un de les primeres proves exitoses d'intel·ligència va ser la prova de Binet-Simon que va guanyar ràpidament el suport de la comunitat psicològica, des de les quals es va estendre encara més al públic (Fancher i Rutherford, 2012). Lewis M. Terman, psicòleg de la Universitat Stanford, va ser un dels primers a crear una versió de la prova per a les persones dels Estats Units, anomenant a la nova versió com l'Escala d'Intel·ligència de Stanford-Binet (Fancher i Rutherford, 2012) (Becker, 2003). Terman va utilitzar la prova no només per ajudar a identificar els nens amb dificultats d'aprenentatge sinó també per trobar als nens i adults que tenien una intel·ligència per sobre de la mitjana (Fancher i Rutherford, 2012). Durant la creació de la seva versió, Terman també va provar mètodes addicionals, publicant la seva primera versió oficial com La Mesura de la Intel·ligència: Una explicació i una guia completa per a l'Ús de la Revisió de Stanford i Ampliació de l'Escala d'Intel·ligència de Binet-Simon(Becker, 2003).
Les proves originals de 1905 incloïen:
1. "Le Regard"
2. Prehensión provocada per un estímul tàctil
3. Prehensión provocada per una percepció visual
4. Reconeixement d'aliments
5. Cerca d'aliments amb una dificultat mecànica lleu
6. Execució de comandaments simples i imitació de gestos simples
7. Coneixement verbal d'objectes
8. Coneixement verbal d'imatges
9. Anomenar objectes designats
10. Comparació immediata de dues línies de longitud desigual
11. Repetició de tres figures
12. Comparació de dues quantitats
13. Sugestibilidad
14. Definició verbal d'objectes coneguts
15. Repetició d'enunciats de quinze paraules
16. Comparació d'objectes coneguts a la memòria
17. Exercici de memoritzar imatges
18. Dibuixar un disseny de memòria
19. Repetició immediata de les figures
20. Semblances de diversos objectes coneguts
21. Comparació de longituds
22. Col·locar cinc figures en ordre
23. Bretxes en mesures
24. Exercici sobre rimes
25. Bretxes verbals per ser omplertes
26. Síntesi de tres paraules en una frase
27. Respondre a una pregunta abstracta
28. Inversió de les agulles d'un rellotge
29. Tallar paper
30. Definicions de termes abstractes

## Revisions de l'Escala d'Intel·ligència Stanford-Binet
Des de la primera publicació el 1916, s'han realitzat quatre edicions més de l'Escala d'Intel·ligència Stanford-Binet. Com s'esmenta anteriorment, Lewis Terman va produir la primera edició. Vint anys després, Maud Merrill va ser acceptat al programa d'educació de Stanford poc abans que Terman es convertís en el cap del departament de psicologia. Va completar els seus dos mestratges i doctorat i això va provocar que ràpidament es convertís en el seu col·lega, i així van començar la revisió de la segona edició junts. S'examinava a 3.200 persones, amb una edat i una mitjana d'edat de divuit anys, essent de diferents regions geogràfiques i de diferents nivells socioeconòmics (Roid i Barram, 2004). Aquesta edició incloïa mètodes de puntuació més objectius però amb menys èmfasi en la memòria i incloïa una major gamma d'habilitats no verbals (Roid i Barram, 2004) en comparació amb l'edició de 1916.
Merrill i Terman van seguir treballant junts fins a la mort del darrer el 1956. Les revisions per a la tercera edició ja estaven en camí, però Merrill va ser capaç de publicar la revisió final el 1960 (Roid i Barram, 2004). L'ús de la desviació d'IQ va fer la seva primera aparició en aquesta tercera edició, substituint la relació IQ. Tot i que es van afegir noves característiques, no hi havia elements de nova creació inclosos en aquesta revisió. En canvi, qualsevol element de 1937 que no mostrés cap canvi substancial entre 1930 i 1950 s'eliminaria o seria ajustat (Roid i Barram, 2004).
Robert Thorndike va ser convidat a assumir el control després de la jubilació de Merrill. Amb l'ajuda d'Elizabeth Hagen i Jerome Sattler, Thorndike va produir la quarta edició de l'Escala d'Intel·ligència Stanford-Binet el 1986. Aquesta edició cobreix les edats d'entre 2 i 23 anys i té alguns canvis considerables en comparació amb els seus predecessors (Graham & Naglieri, 2003). Aquesta edició va ser la primera a utilitzar les quinze subproves amb escales que oferien puntuatges en lloc d'utilitzar el format anterior (escala d'edat). En un intent d'ampliar la capacitat cognitiva, les subproves es van agrupar i van donar lloc a quatre qualificacions basades en àrees diferenciades, cosa que va millorar la flexibilitat de cara a l'administració i interpretació (Youngstrom, Glutting, i Watkins, 2003). La quarta edició es coneix pel fet de ser utilitzada per a l'avaluació de nens aptes per entrar a programes de superdotats. Aquesta edició inclou una àmplia gamma d'habilitats que proporciona elements prou difícils per a persones en els seus primers anys d'adolescència, mentre que altres proves d'intel·ligència de l'època no van aportar elements suficients per als nens de més edat (Laurent, Swerdlik, i Ryburn, 1992).
Gale Roid va publicar l'edició més recent de l'Escala d'Intel·ligència Stanford-Binet. Roid va assistir a la Universitat Harvard, on va ser assistent d'investigació de David McClelland. McClelland és ben conegut pels seus estudis sobre la necessitat d'assolir fites. Mentre que la cinquena edició incorpora molts elements d'aquestes escales, hi va haver diversos canvis significatius.

### Cronologia
- Abril 1905: Desenvolupament de la Prova Binet-Simon Prova anunciada durant una conferència a Roma
- Juny 1905: Es va introduir la Prova d'Intel·ligència Binet-Simon
- 1908 and 1911: Noves versions de la prova d'Intel·ligència Binet-Simon
- 1916: Primera edició de Stanford–Binet per Terman
- 1937: Segona edició per Terman and Merrill
- 1973: Tercera edició per Merrill
- 1986: Quarta edició per Thorndike, Hagen, i Sattler
- 2003: Cinquena edició per Roid

## Escala d'Intel·ligència Stanford-Binet: Cinquena edició
Pel mateix que es va utilitzar quan Binet va desenvolupar per primera vegada la prova de IQ, l'Escala d'Intel·ligència Stanford-Binet: Cinquena edició (SB5) encara té les seves arrels en el procés d'escolarització per tal d'avaluar la intel·ligència. Avalua contínua i eficientment tots els nivells d'habilitat en els individus i en una gamma més àmplia d'edat. També és capaç de mesurar múltiples dimensions d'habilitats (Ruf, 2003).
El SB5 es pot aplicar a nens de dos anys. Hi ha deu subgrups inclosos en aquesta revisió que inclou tant dominis verbals com no verbals. Cinc factors també s'incorporen a aquesta escala, i estan directament relacionats amb el model jeràrquic de les capacitats cognitives de Cattell-Horn-Carroll (CHC). Aquests factors inclouen el raonament fluid, coneixement, raonament quantitatiu, processament visual-espacial i la memòria de treball (Bain & Allin, 2005).
Per cada subprova verbal que s'utilitza hi ha una contrapart no verbal per a tots els factors. Aquestes tasques no verbals consisteixen a realitzar respostes de moviment, tals com assenyalar o acoblar (Bain & Allin, 2005). Aquests homòlegs s'han inclòs amb la finalitat d'abordar les avaluacions on es troba un llenguatge reduït i que es donen en les societats multiculturals. Depenent de l'edat i la capacitat, el temps d'administració de la prova pot oscil·lar entre quinze i setanta-cinc minuts.
La cinquena edició incorpora un nou sistema de puntuació que pot proporcionar una àmplia gamma d'informació com pot ser quatre compostos d'intel·ligència, cinc índexs de factors, i deu puntuacions de subproves. La informació addicional de puntuació inclou rangs percentuals, equivalents d'edat, i una puntuació de canvi (Janzen, Obrzut, i Marusiak, 2003). Les puntuacions compostes estan disponibles amb l'SB5 per tal d'optimitzar l'avaluació dels subjectes dotats (Ruf, 2003). Amb la finalitat de reduir els errors i augmentar la precisió del diagnòstic, els resultats s'obtenen per via electrònica a través de l'ús de les computadores.
La mostra estàndard per a l'SB5 va incloure 4.800 participants que varien en edat, sexe, raça / ètnia, regió geogràfica i nivell socioeconòmic (Bain & Allin, 2005).

### Classificació de puntuació
L'editor de la prova inclou classificacions de puntuació suggerides en la prova manual.
| Rang IQ ("desviació IQ") | Classificació IQ            |
| ------------------------ | --------------------------- |
| 145–160                  | Molt dotat o molt avançat   |
| 130–144                  | Dotats o avançats           |
| 120–129                  | Superior                    |
| 110–119                  | Mitjana alta                |
| 90–109                   | Mitjana                     |
| 80–89                    | Mitjana baixa               |
| 70–79                    | Límit d'alteració o retard  |
| 55–69                    | Dany lleu o retard          |
| 40–54                    | Alteració moderada o retard |

Les classificacions de les puntuacions utilitzades en la cinquena edició difereixen de les utilitzats en les versions anteriors de la prova.

## Ús actual
Des de l'inici fins avui, l'Escala Stanford-Binet ha estat revisada diverses vegades. Actualment, la prova es troba en la seva cinquena edició, i es diu Escala d'Intel·ligència Stanford-Binet, Cinquena Edició, o SB5. D'acord amb el lloc web de l'editorial, "El SB5 va ser provat en una mostra aleatòria estratificada de 4.800 individus que coincideix amb el Cens dels Estats Units 2000". Mitjançant l'administració de la prova de Stanford-Binet a un gran nombre d'individus seleccionats a l'atzar en diferents parts dels Estats Units, es va trobar que els resultats s'aproximen a una distribució normal. Amb el temps, l'edició revisada de la Stanford-Binet ha ideat canvis substancials en la forma en què es presenten els exàmens. La prova ha millorat per la introducció d'una forma més paral·lela i normes més demostratives. D'una banda, un component no verbal està inclòs a les proves actuals mentre que en el passat, només hi havia un component verbal. De fet, ara té un balanç igual de contingut verbal i no verbal a les proves. També està més animat que la resta de les proves, la presentació de les mateixes són més colorides com les obres d'art, joguines i objectes manipulables. Això permet que la prova tingui un rang més alt d'edats dels examinats. Aquesta prova és suposadament útil per a avaluar les capacitats intel·lectuals de les persones que van des dels nens petits fins a arribar als adults joves. tot i així, la prova ha estat objecte de crítiques per no ser capaç de comparar persones de diferents categories d'edat, ja que cada categoria rep un conjunt diferent de les proves. A més, els nens molt petits tendeixen a fer malament la prova pel fet que els falta la concentració necessària per acabar la prova.
Els usos actuals són l'avaluació clínica i neuropsicológica, col·locació educativa, avaluacions de compensació, avaluació de carrera, tractament neuropsicológico d'adults, medicina forense i la recerca d'aptituds. Diverses societats d'alt coeficient intel·lectual també accepten aquesta prova per a l'admissió de membres; Per exemple, la Societat Triple Nine accepta una puntuació de classificació mínim de 151 per a la Forma L o M, 149 per a la Forma LM, 149 per SB-IV, i 146 per SB-V; en tots els casos el sol·licitant ha de tenir almenys 16 anys en el moment de fer la prova.